# 奈良警察官宅襲撃事件
奈良警察官宅襲撃事件（ならけいさつかんたくしゅうげきじけん）とは、1952年（昭和27年）5月31日に、奈良県磯城郡桜井町（現桜井市）で発生した在日朝鮮人による襲撃事件。

## 事件の発端
1952年（昭和27年）5月25日、桜井町で民団磯城支部書記長が、旧朝連系の在日朝鮮人に襲われる桜井町事件が発生した。国家地方警察奈良県本部は犯人を検挙し、奈良地検に送致した。
5月30日、奈良市警察に国警磯城地区警察署から「在日朝鮮人の一団が奈良市に向かっている」との連絡が入った。在日朝鮮人の一団が奈良地検に突入したため、奈良市警は実力で排除した。
このことから、旧朝連系は奈良市警に反感を持つようになった。襲撃を受けた奈良市警の警察官宅は、桜井町事件が発生した桜井町に所在していた。

## 事件の概要
5月31日、桜井町の奈良市警警備課巡査部長宅に約10名の在日朝鮮人が覆面姿で押しかけて戸を叩いた。巡査部長の父親が戸を開けたところ、いきなり暴行を加え意識不明の重体にした。そして窓ガラスや障子を破壊して逃走した。